# Munich Business School
La Munich Business School (MBS) es una universidad privada internacional especializada en negocios, ubicada en Múnich (Baviera, Alemania). En 1999, se convirtió en la primera universidad privada de Baviera en recibir el reconocimiento estatal. La Munich Business School se encuentra entre las principales universidades privadas de negocios en Alemania

## Historia

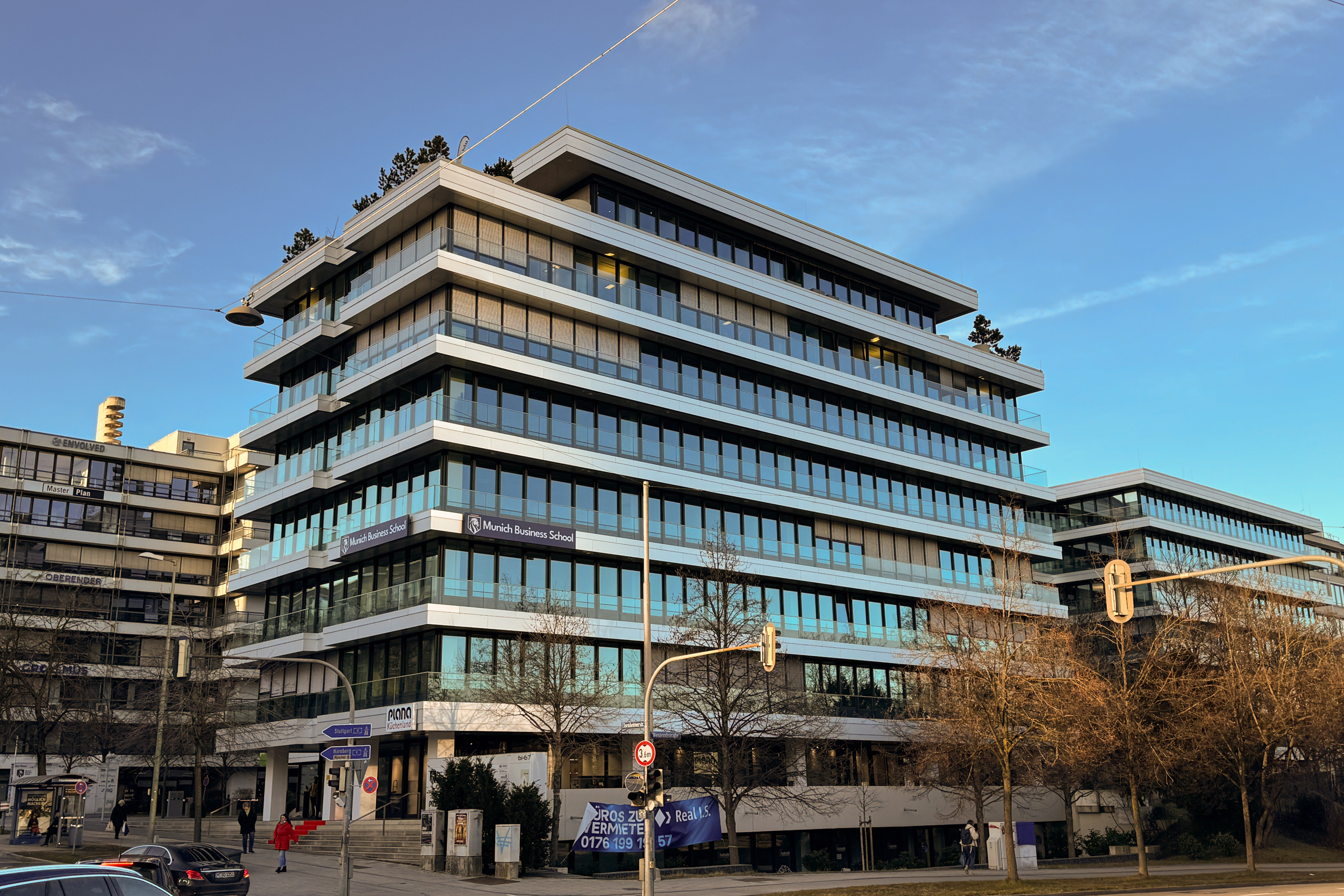
El edificio de la Munich Business School en la Elsenheimerstrasse, fotografiado en enero de 2025.

En 1991 se fundó, por iniciativa privada, la Munich Business School, en el marco de la asociación European Business Schools International (ebsi), bajo el nombre de “eba Munich” (European Business Administration Academy). Desde su fundación, la universidad sólo ofrece cursos de administración de empresas . En 1999 fue reconocido oficialmente por el Ministerio de Ciencia, Investigación y Arte del Estado de Baviera . En 2003, la universidad pasó a llamarse Munich Business School y se introdujo un programa de licenciatura como parte del Proceso de Bolonia . En 2004 se añadió el programa de máster en Negocios Internacionales y en 2005 comenzó el primer programa de estudios MBA a tiempo parcial en la Escuela de Negocios de Múnich. En 2010, la universidad introdujo un segundo máster: el “Máster en Negocios y Comunicación del Deporte”. Ese mismo año, MBS recibió la acreditación institucional del Consejo Alemán de Ciencias y Humanidades, sujeta a condiciones.  Desde el semestre de invierno de 2013/14, la universidad ofrece un programa de estudios MBA a tiempo completo y, desde enero de 2015, un programa DBA que conduce al título de Doctor en Administración de Empresas en cooperación con la Universidad Sheffield Hallam en Gran Bretaña.
Desde 2009 hasta 2015, Rudolf Gröger fue presidente de la universidad. En agosto de 2017, Alfred Gossner asumió el cargo y lo ocupó hasta diciembre de 2024. Desde marzo de 2025, Jörg Schwitalla es el presidente de la Munich Business School.

## Evolución del número de estudiantes
En los últimos años, la Munich Business School ha experimentado un crecimiento constante en su número de estudiantes matriculados. Desde 2020, la cifra ha aumentado de 832 a 1008 en 2024. Al mismo tiempo, la diversidad internacional de la comunidad estudiantil se ha incrementado, pasando de 75 nacionalidades en 2020 a 82 en 2024. Entre los países más representados en el alumnado de la Munich Business School en 2024 se encuentran Alemania, India, China, Taiwán, Estados Unidos, Italia y España.
| Año  | Estudiantes matriculados | nacionalidades |
| ---- | ------------------------ | -------------- |
| 2020 | 832                      | 75             |
| 2021 | 850                      | 81             |
| 2022 | 883                      | 80             |
| 2023 | 891                      | 88             |
| 2024 | 1002                     | 82             |

## Acreditación y clasificaciones
Todos los programas de estudio de la Munich Business School cuentan con el reconocimiento oficial del Ministerio de Educación, Cultura, Ciencia y Arte de Baviera y están acreditados por la FIBAA (Foundation for International Business Administration Accreditation). Además, en 2010, la universidad recibió la acreditación institucional por parte del Consejo de Ciencias de Alemania (Wissenschaftsrat), y en 2015 fue reacreditada por un período adicional de cinco años con condiciones específicas.
| categoría                                                                                             | 2022      | 2021       | 2020       | 2018      | 2016       | 2011      | 2010      | 2009      |
| --- | --------- | ---------- | ---------- | --------- | ---------- | --------- | --------- | --------- |
| Wirtschaftswoche (Las mejores universidades de ciencias aplicadas para la administración de empresas) | 3er lugar | 3er puesto | 4to puesto | 6to lugar | 7mo puesto | 6to lugar | 8vo lugar | 9no lugar |

## Programas de estudio
La Munich Business School ofrece programas académicos diseñados para diferentes objetivos académicos y profesionales. Su oferta incluye títulos de grado (Bachelor), máster (Master), MBA y DBA, con opciones de estudio tanto en alemán como en inglés.

### Programas de licenciatura
El programa de grado en Administración Internacional de Empresas tiene una duración de siete semestres y otorga 210 créditos ECTS. Uno de sus elementos fundamentales es un semestre en el extranjero, que refuerza el enfoque internacional de la formación. Desde 2008, los estudiantes pueden elegir entre un itinerario bilingüe (Bilingual Track), con cursos en alemán e inglés, o un itinerario completamente en inglés (English Track). Al finalizar el programa, los graduados obtienen el título de Bachelor of Arts.

### Programs de maestría
Los programas de Máster en la Munich Business School se imparten exclusivamente en inglés y tienen una duración de tres semestres, con un total de 90 créditos ECTS. Para reforzar su enfoque internacional, incluyen un semestre en el extranjero.
Actualmente, la universidad ofrece cinco programas de máster especializados:
- Máster en Negocios Internacionales
- Máster en Innovación y Emprendimiento
- Máster en Marketing Internacional y Gestión de Marcas
- Máster en Dirección y Gestión Deportiva
- Máster en Finanzas

### Programas de MBA
Los programas MBA de la Munich Business School se imparten en inglés y están diseñados para profesionales y directivos. El MBA en General Management, en su modalidad a tiempo completo, tiene una duración de dos semestres y otorga 60 créditos ECTS  Una característica destacada del programa es una estancia internacional de corta duración, organizada en colaboración con el Executive MBA Consortium, que permite a los participantes adquirir experiencia en un entorno empresarial global.

### Doctor of Business Administration (DBA)
El programa de Doctor of Business Administration (DBA) se ofrece en colaboración con la Universidad Sheffield Hallam desde 2014 y está dirigido a directivos con experiencia profesional. Se trata de un programa de doctorado a tiempo parcial, impartido en inglés, con una duración de 48 meses. Al completar el programa, los graduados obtienen el título de Doctor of Business Administration (DBA)  En 2024, Munich Business School se convirtió en la primera escuela de negocios alemana en convertirse en miembro del Executive DBA Council (EDBAC), una asociación internacional para la promoción y garantía de calidad de los programas de Doctorado en Administración de Empresas (DBA). 

## Investigación
La Munich Business School orienta su enfoque de investigación hacia el desarrollo de soluciones para desafíos económicos y sociales. Sus actividades se centran en dos áreas principales: la transformación digital y los negocios internacionales. Estos campos de investigación reflejan las tendencias económicas y sociales actuales, analizando su impacto en las empresas y la economía global. La universidad lleva a cabo proyectos de investigación a través de diversas iniciativas, incluyendo programas financiados por la Unión Europea. 
Un elemento clave en las actividades de investigación de la Munich Business School es el European Center for Social Finance (ECSF), fundado en el otoño de 2018. Este centro de competencia tiene como objetivo consolidar la experiencia de la MBS en los ámbitos de emprendimiento social y finanzas sociales, proporcionando una plataforma para la investigación aplicada en estos campos.
El ECSF se dedica a la investigación académica, el desarrollo de inteligencia empresarial y la asistencia técnica en el ámbito de las finanzas sociales, promoviendo soluciones innovadoras y sostenibles en este sector. .